# 横浜銀行本店ビル
横浜銀行本店ビル（よこはまぎんこうほんてんビル）は、神奈川県横浜市西区みなとみらいにある、横浜銀行の本店が入る超高層ビル。同行がビルを所有している。

## 概要
横浜銀行の創立70周年事業のひとつとして、1989年に開催された横浜博覧会で駐車場として使用された土地に建設され、2年7か月の歳月を費やし、1993年7月に竣工。同年9月6日、当地から約500 m離れた中区本町5丁目のみなとみらい線馬車道駅真上に所在した旧本店から本店営業部・本部を移し、業務を開始した。
みなとみらい地区の南西に位置する30街区北区画、みなとみらい大通りと首都高速横羽線の間にあり、南側には日石横浜ビルが隣接する。
本店ビルは28階建の高層棟と4階建の低層棟で構成され、桜木町駅方面や横浜ランドマークタワー（ランドマークプラザ）、さらには首都高速道路神奈川局（10階建てのビル）の2階デッキを経由してぴあアリーナMMまでペデストリアンデッキで結ばれている。外観はタイル張りの格子状のビルにガラス張りのビルを埋め込んだような独特なデザインとなっており、銀行建築（本店ビル）としては日本一の高さを誇る。低層棟1階には客席数517席の多目的ホール「はまぎんホール ヴィアマーレ」も設けた。
旧本店にあった中村順平作によるロビーの壁画（彫刻）、金庫扉、貸金庫は遺構として馬車道駅に移設され、保存された。また西村好時が設計を手がけた旧本店別館（第一銀行横浜支店）は、横浜市認定歴史的建造物の認定を受け、曳家工法によってバルコニー部分が移設され、横浜アイランドタワーの低層部となった。